# Бівердейл (Пенсільванія)
Бівердейл (англ. Beaverdale) — переписна місцевість (CDP) в США, в окрузі Кембрія штату Пенсільванія. Населення — 959 осіб (2020).

## Географія
Бівердейл розташований за координатами 40°19′27″ пн. ш. 78°42′5″ зх. д. / 40.32417° пн. ш. 78.70139° зх. д. (40.324181, -78.701306).  За даними Бюро перепису населення США в 2010 році переписна місцевість мала площу 4,02 км², уся площа — суходіл.

## Демографія
Згідно з переписом 2010 року, у переписній місцевості мешкало 1035 осіб у 417 домогосподарствах у складі 295 родин. Густота населення становила 258 осіб/км².  Було 486 помешкань (121/км²).
Расовий склад населення:
| - 99,4 % — білих |

До двох чи більше рас належало 0,6 %. Частка іспаномовних становила 0,1 % від усіх жителів.
За віковим діапазоном населення розподілялося таким чином: 24,0 % — особи молодші 18 років, 60,1 % — особи у віці 18—64 років, 15,9 % — особи у віці 65 років та старші. Медіана віку мешканця становила 39,6 року. На 100 осіб жіночої статі у переписній місцевості припадало 104,1 чоловіків;  на 100 жінок у віці від 18 років та старших — 96,8 чоловіків також старших 18 років.
Середній дохід на одне домашнє господарство  становив 45 458 доларів США (медіана — 43 450), а середній дохід на одну сім'ю — 50 065 доларів (медіана — 44 800). За межею бідності перебувало 25,2 % осіб, у тому числі 44,4 % дітей у віці до 18 років та 13,6 % осіб у віці 65 років та старших.
Цивільне працевлаштоване населення становило 523 особи. Основні галузі зайнятості: освіта, охорона здоров'я та соціальна допомога — 34,0 %, виробництво — 23,3 %, роздрібна торгівля — 7,1 %, науковці, спеціалісти, менеджери — 6,3 %.